# Pieter Bourke
Pieter Bourke (...) è un compositore, percussionista e ingegnere del suono australiano.
Ha collaborato con i Dead Can Dance e con David Thrussel e ha registrato musiche con Lisa Gerrard. Ha avuto due nomination ai Golden Globe del 2000 e del 2002 per la Migliore Colonna Sonora per i film Insider - Dietro la verità e Alì.

## Discografia
- Duality (4AD, 1998)
- The Human Game (4AD,1998)